# Libotyně
Libotyně je vesnice, část obce Radhostice v okrese Prachatice v Jihočeském kraji. Nachází se 4,5 kilometru západně od Vlachova Březí, v nadmořské výšce 695 metrů, na jižním svahu Bolíkovského vrchu, v údolí Libotyňského potoka. V roce 2011 zde trvale žilo 32 obyvatel.

## Název
Název je odvozený přivlastňovací příponou -yně z osobního jména Lubota (Libota).

## Historie
První písemná zmínka o vesnici pochází z roku 1354.

## Obyvatelstvo
| Rok            | 1869 | 1880 | 1890 | 1900 | 1910 | 1921 | 1930 | 1950 | 1961 | 1970 | 1980 | 1991 | 2001 | 2011 | 2021 |
| -------------- | ---- | ---- | ---- | ---- | ---- | ---- | ---- | ---- | ---- | ---- | ---- | ---- | ---- | ---- | ---- |
| Počet obyvatel | 231  | 188  | 155  | 172  | 170  | 145  | 142  | 85   | 99   | 76   | 41   | 44   | 37   | 32   | 29   |
| Počet domů     | 26   | 27   | 27   | 27   | 27   | 28   | 27   | 26   | 26   | 18   | 14   | 21   | 24   | 26   | 26   |

## Obecní správa
Při sčítání lidu v letech 1850–1920 Libotyně byla osadou obce Svatá Maří v okrese Prachatice. V letech 1921–1963 byla samostatnou obcí, se kterým patřil nejprve do okresu Prachatice, ale v roce 1950 v okrese Vimperk. Od roku 1964 je částí obce Radhostice v okrese Prachatice. V letech 1921–1963 k obci patřily Dvorec a Lštění.

## Pamětihodnosti
V roce 1995 byla vyhlášena vesnickou památkovou zónou. V této vesnici pobýval a tvořil i stavitel Jakub Bursa, který je autorem staveb v tzv. selském baroku (čp. 24 – bývalá kovárna z roku 1842, kaple z roku 1844, čp. 6 – statek U Dudáků z roku 1845).

## Okolí
Necelý kilometr jižně od Libotyně se v lesním komplexu Hradiště nachází národní přírodní památka U Hajnice.

## Galerie

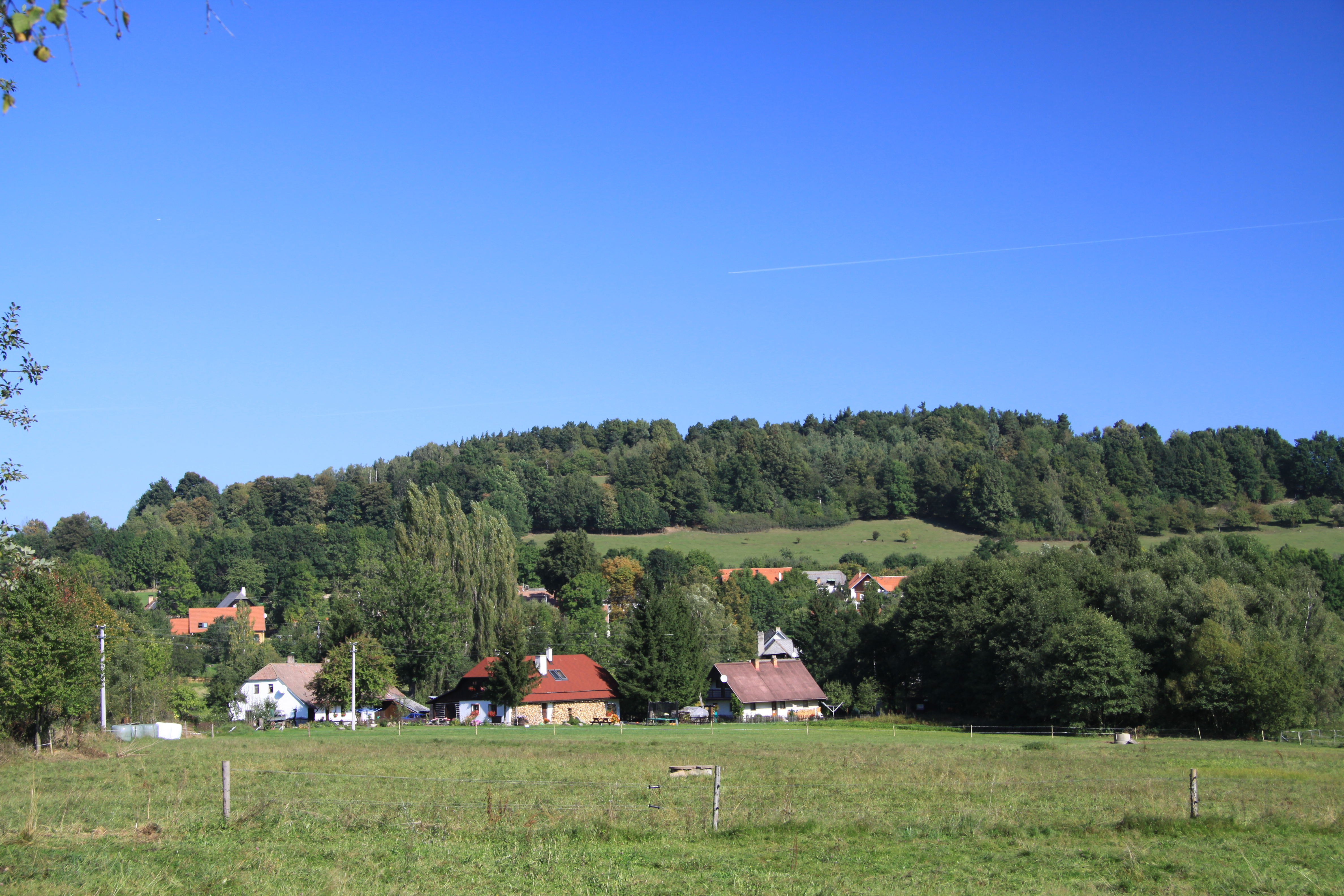
Libotyně v roce 2011
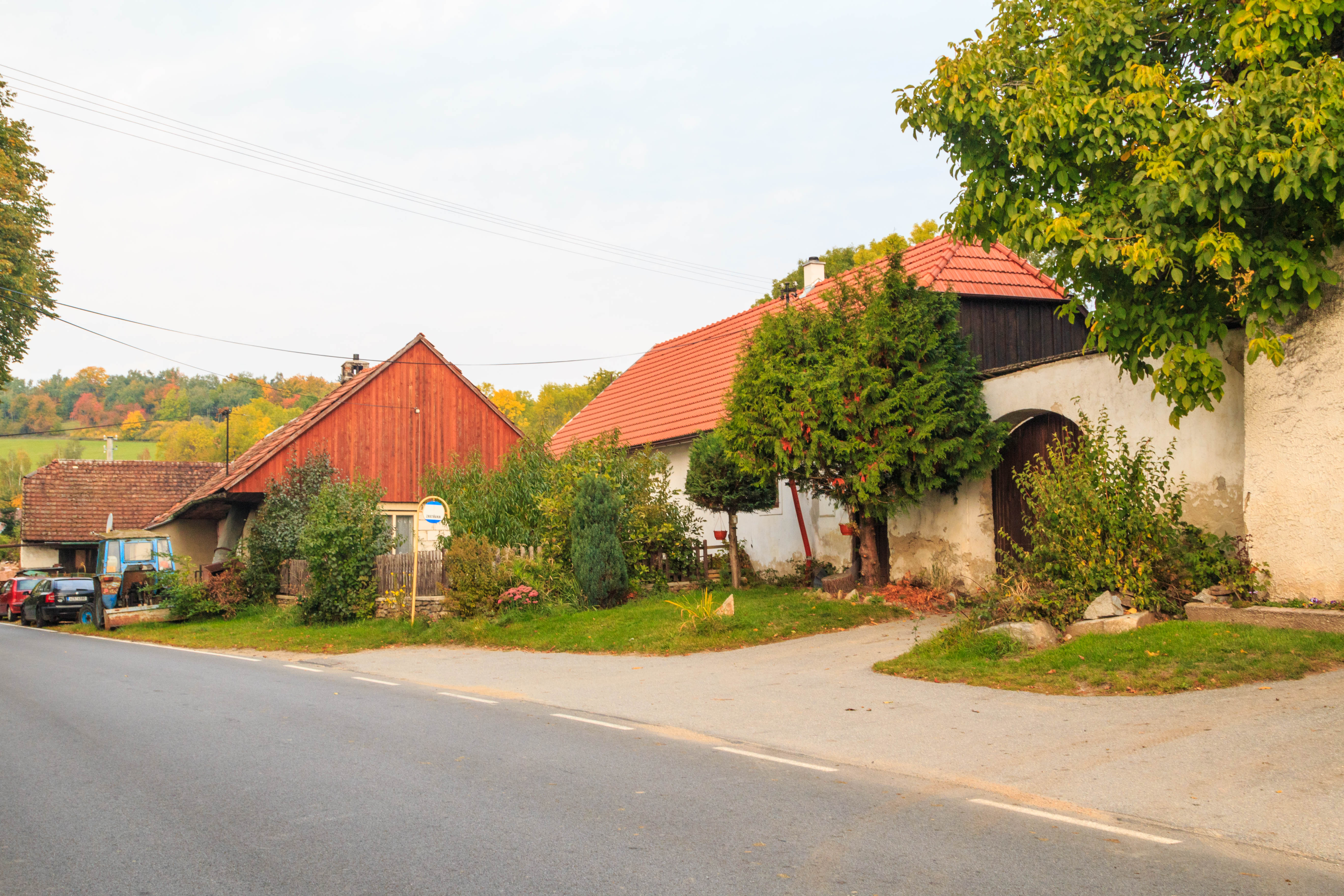
Dům čp. 2
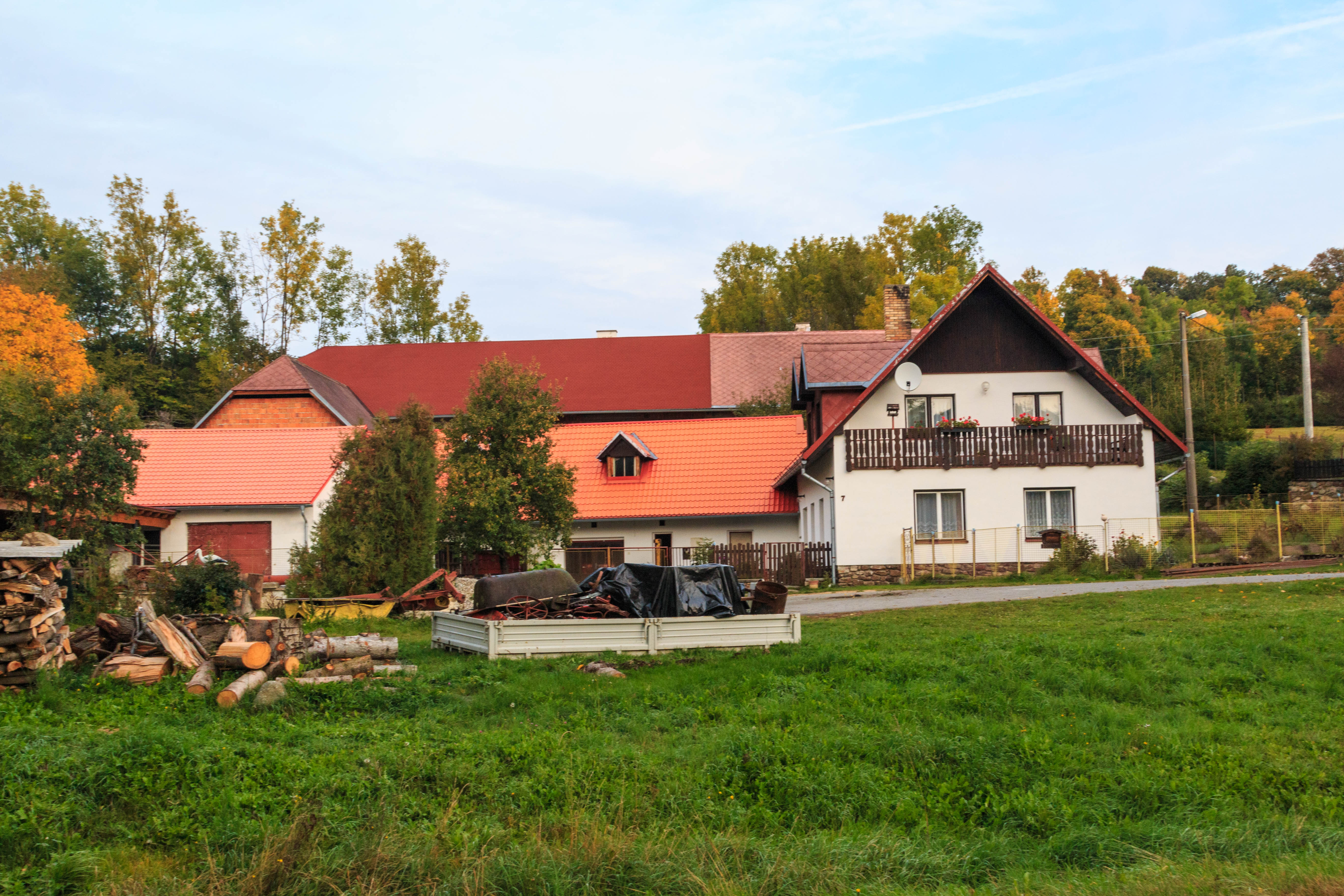
Dům čp. 4
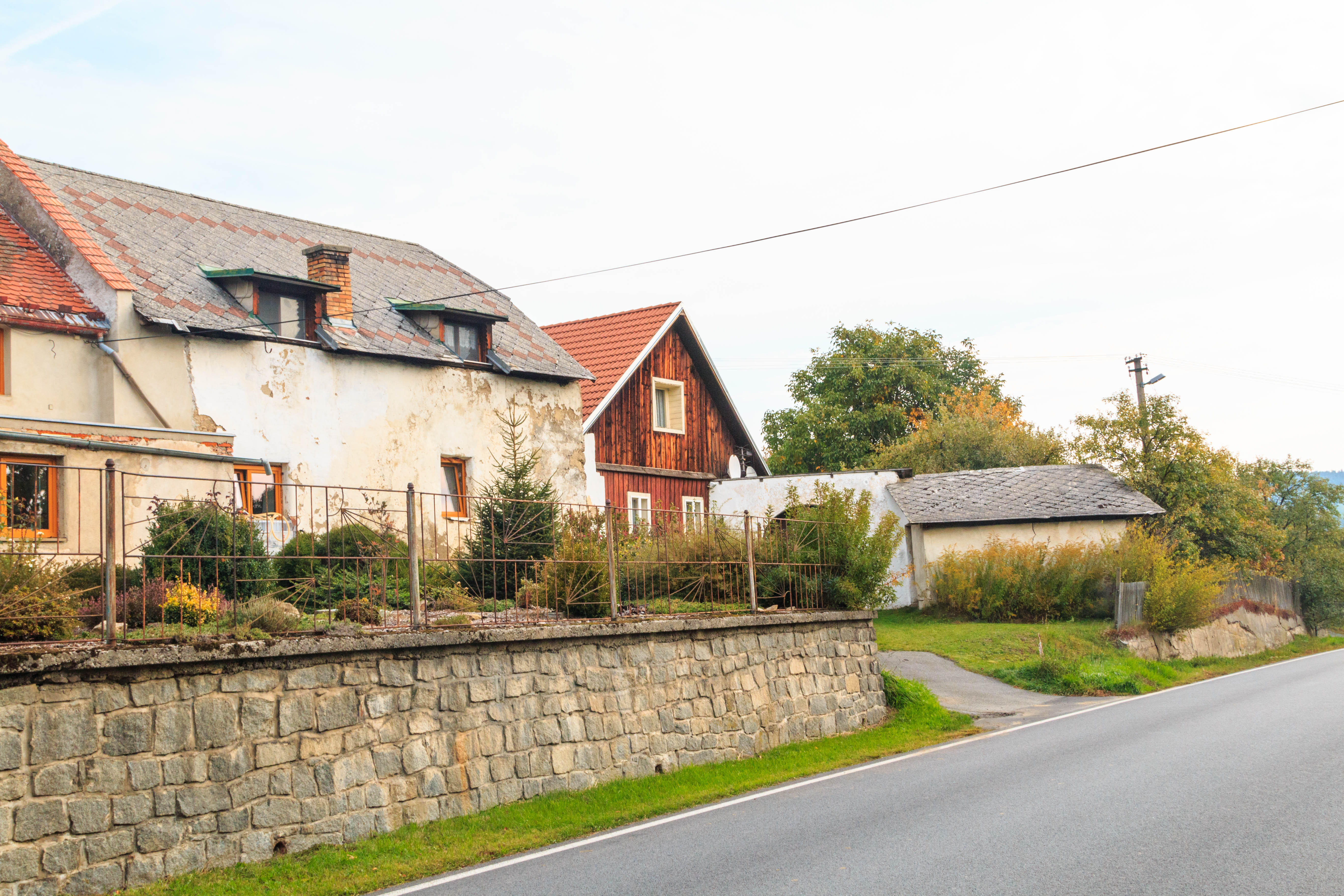
Dům čp. 1
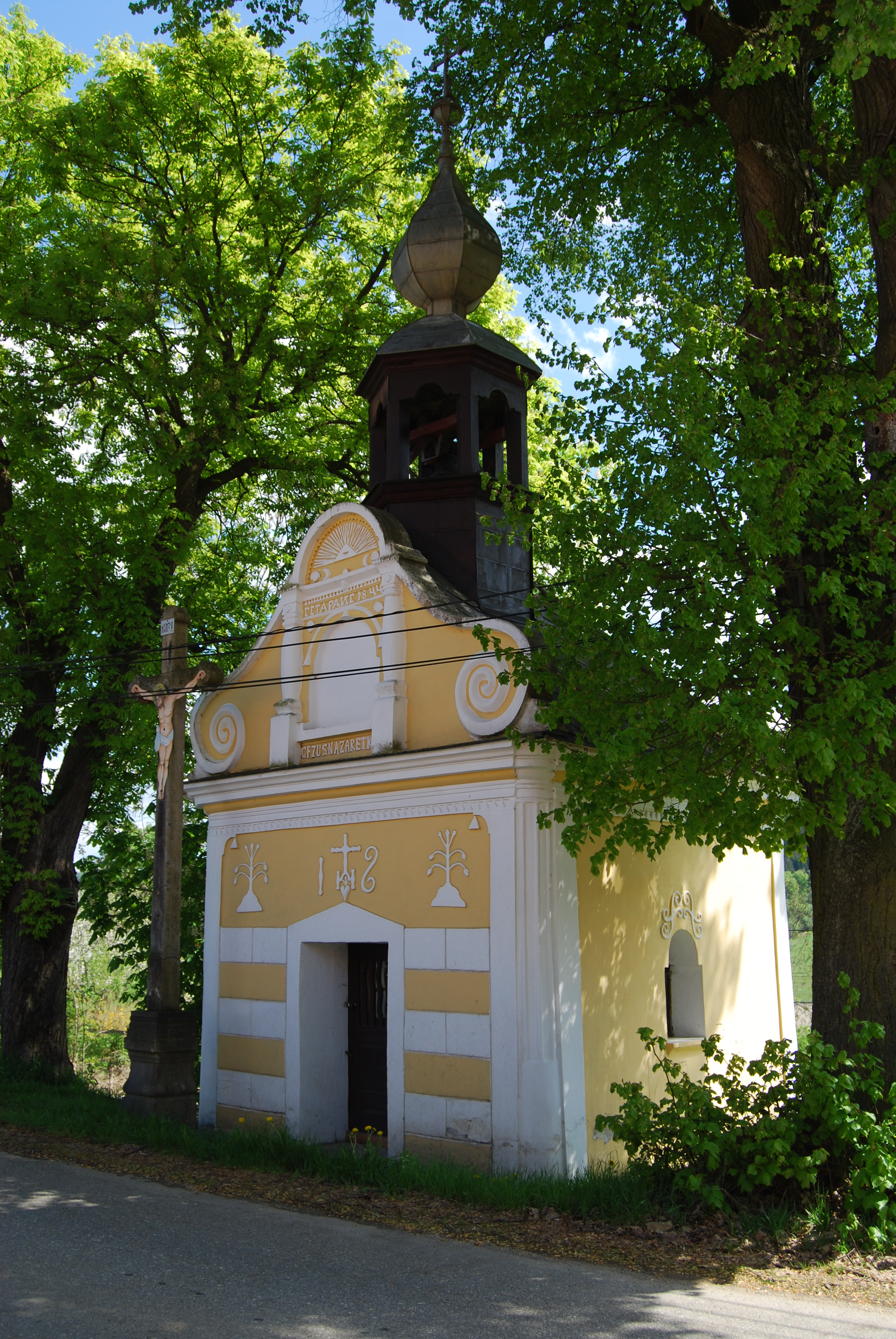
Kaple